# 嘉定體育館
上海嘉定體育館是一个位于中華人民共和國上海市嘉定區的體育館，最初位於城中路梅园路口，占地面积0.56公顷，建筑面积0.36万平方米。1990年10月，體育館開始立項，1991年4月，該體育館開始建造，1992年3月建成。目的是为迎接在嘉定举行的上海市第三届农民运动会。体育馆内场长44.5米，宽39.5米，场地中央净高12.5米，边区净高10.5米。1992年以來先后举办過1992年全国 第二届农运会乒乓球预赛、上海市三届运动会、1993年首届东亚运动会柔道比赛、1996年全国乒乓球锦标赛、全国第三届农运会武术比赛、1997年全国第八届运动会乒乓球比赛。
2012年2月20日，位於新成路118号嘉定体育中心的嘉定体育馆（新馆）开工建设，2014年6月竣工。2015年8月25日，嘉定体育馆（新馆）试运行。新馆可以用於手球、篮球、排球、羽毛球等项目的正式比赛。
2015年2月起，嘉定体育馆老馆改名为嘉定区市民健身中心。2023年开始，此地是五超联赛球队上海泉绮开拓者足球俱乐部的主场。
2022年3月上海市2019冠状病毒病聚集性疫情期间，嘉定体育馆作为集中收治轻症患者的隔离场所。
2024年9月，嘉定体育馆深受台风影响，无法投入使用，并于10月9日起进行闭馆大修，原承接的五超联赛被迫转移至松江体育馆。